# Sporobolius jacksoni
Sporobolius jacksoni är en insektsart som beskrevs av Kevan, D.K.M. 1956. Sporobolius jacksoni ingår i släktet Sporobolius och familjen gräshoppor. Inga underarter finns listade i Catalogue of Life.